# هصبوية
هَصْبُوية هي قبيلة عربية صحراوية تقع في شمال الجنوب المغربي ضمن فدرالية أيت باعمران القبلية التي تضم فضلا عن قبيلة هصبوية كل من أيت الخمس، أيت إخلف، أيت إعزا، أيت النص وأيت عبد الله ومستيتة. يدعى المنسوب إليها هَصْباوِيًّا. تعد قبيلة هصبوية هي الوحيدة الناطقة بالعربية من بين باقي القبائل ويرجع أصلها إلى قبائل بني معقل وبني حسان التي قدمت من الجزيرة العربية في القرن الثاني عشر الميلادي.
| هصبوية                | أقرت بذا هَصْبُوية رغم أنفها ومن قبلها أبطال مسَّةَ شهدا | هصبوية |
| — محمد المختار السوسي |                                                    |        |